# Premier ministre de Norvège
Le Premier ministre (en norvégien : statsminister ; littéralement « Ministre d'État ») est le chef du gouvernement du royaume de Norvège.
Le Premier ministre et son cabinet, qui comprend les plus importants ministres du gouvernement, sont responsables devant le monarque et le Storting (Parlement).
La constitution de Norvège a été adoptée le 17 mai 1814 mais le poste de Premier ministre a été créé par la loi.
Les Premiers ministres contemporains disposent de peu de pouvoir légaux mais, en tant que leader de leur parti politique, ils dirigent le travail législatif et exécutif.
Ils résident à Inkognitogata 18 à Oslo.
Le Premier ministre actuel est le travailliste Jonas Gahr Støre depuis 2021.